# نوفل بن عبد مناف
نوفل بن عبد مناف بن قصي بن كلاب بن مرة بن كعب بن لؤي بن غالب بن فهر بن مالك بن النضر بن كنانة بن خزيمة بن مدركة بن إلياس بن مضر بن نزار بن معد بن عدنان. له من الأخوة خمسة عبد شمس وهاشم والمطلب وأبو عمرو وأبو عبيد، ومن الأخوات سته تماضر وحية وريطة وقلابة وبرة وهالة، وهو عم عبد المطلب بن هاشم جد النبي محمد صلى الله عليه وسلم.

## زوجاته وأولاده
تزوج نوفل بن عبد مناف القرشي من ثلاث نساء وكان له أربعة أولاد وبنتين وهُمَ:
- هند بنت وهيب بن نسيب المازنية القيسية وولدت له: عُدَي بن نَوفل وهو أكبر أولاده وبه يُكَنى.
- قُلابة بنت جابر بن نصر العامرية القرشية وولدت له: عَمرو بن نوفل، وأبو عَمرو بن نوفل، وأمنة بنت نوفل تزوجها أُمَية بن حارثة بن الأوقص السُلمي وولدت له، ثم تزوجها بَجاد بن قيس بن سويد الكناني وولدت له، وضَعيفة بنت نوفل تزوجها هاشم بن سعيد السهمي القرشي وولدت له.
- فَكهية بنت جندل بن أُبَير النهشلية التميمية وولدت له: عَامر بن نوفل.

## تجارته ووفاته
قال أبو الربيع الكلاعي في كتابه (كتاب الاكتفاء بما تضمنه من مغازي رسول الله والثلاثة الخلفاء) "وخرج نوفل بن عبد مناف، وكان أصغر ولد أبيه إلى العراق، فأخذ عهدا من كسرى لتجار قريش، ثم أقبل يأخذ الإيلاف ممن مر به من العرب حتى قدم مكة، ثم رجع إلى العراق فمات بسلمان من ناحية العراق"، وقال عبد الملك بن هشام في كتابه السيرة النبوية لابن هشام "وَكَانَ اسْمُ عَبْدِ مَنَافٍ: الْمُغِيرَةَ، وَكَانَ أَوّلُ بنى عبد مناف هُلكاً: هاشمَ، بغزّة مِنْ أَرْضِ الشّامِ، ثُمّ عَبْدَ شَمْسٍ بِمَكّةَ، ثُمّ الْمُطّلِبَ بِرَدْمَانَ مِنْ أَرْضِ الْيَمَنِ، ثُمّ نَوْفَلًا بِسَلْمَانَ مِنْ نَاحِيَةِ الْعِرَاقِ.

### موضع قبره
قال عبد الجبار الراوي في كتابه (البادية) "نقرة السلمان: والسلمان ماء قديم جاهلي وبه قبر نوفل بن عبد مناف وهو طريق إلى تهامة مِن العراق في الجاهلية".